# 김종훈 (법조인)
김종훈(金宗勳, 1957년 ~)은 이용훈 대법원장에 의하여 임명된 대한민국의 대법원장비서실장을 역임한 법조인이다. 사법개혁을 주장하는 민주사회를 위한 변호사 모임 창립 회원인 변호사다. 

## 생애
1957년 전라북도 옥구군에서 태어난 김종훈은 경복고등학교와 서울대학교 법학과를 졸업하고 제23회 사법시험에 합격하여 제13기 사법연수원과 육군 법무관을 마치고 판사에 임용되었다. 사법시험 동기인 강금실 전 법무장관, 양인석 노무현 대통령 민정수석비서관실 사정비서관과 친분이 두텁다.
서울민사지방법원, 서울지방법원 서부지원, 인천지방법원, 서울가정법원, 전주지방법원 군산지원, 서울고등법원 등에서 판사로 재직하면서 동료 법관 300여명과 함께 1988년에 법원 독립과 사법부 민주화를 요구하는 서명운동을 벌이고 1993년에  법률 전문지인 <법률신문>에서 '개혁시대 사법의 과제'라는 글을 통해 사법부 재산공개 등을 주장했던 김종훈은 강금실 전 법무부장관 등과 함께 개혁 성향의 판사들의 모임인 우리법연구회를 만들어 1993년에 사법민주화를 위한 법관회의 설치 등을 요구하는 등 사법개혁을 위해 목소리를 내다가 1997년 서울지방법원 판사를 끝으로 퇴임하여 변호사 개업하였다. 
서울고등법원 형사4부(재판장 신정치) 배석판사로 재직하던 1994년 5월 25일에 종합관광레저회사인 한국코타를 인수한 뒤에 200억원의 인수대금을 지불하지 않아 구속되어 1심에서 징역4년을 선고받은 전 건국대학교재단 명예 이사장 유승윤에게 "회사양도계약을 맺으면서 계약서를 작성하지 않고 구두계약만 했다는 점은 통상적 거래관행에 비춰 납득하기 어렵다"면서 "인수계약 자체가 성립됐다고 볼 수 없는 만큼 인수대금을 지불하지 않은 것이 사기죄가 될 수 없다"며 무죄를 선고했다.
변호사 개업한 이후 민주사회를 위한 변호사 모임에 가입해 민변 사법위원회 위원장을 맡아 활동하면서 법관 인사를 포함하여 사법부의 개혁을 요구하는 목소리를 높였던 김종훈은 감사원 부정방지 대책위원, 서울지방법원 조정위원, 대한변호사협회 신문편집위원을 역임하였으며, 동아일보, 현대산업개발 등에서 고문변호사를 맡았다.
2001년 11월에 포르말린 통조림 사건 보도와 관련한 명예훼손 소송에서 피고측인 언론사의 변호사를 맡아 "검찰의 공식 수사결과 발표를 근거로 왜곡, 과장되지 않은 보도를 했다"는 변론으로 "언론사에 책임을 물을 수 없다"는 승소 판결을 받았다.
노무현 대통령에 의하여 2003년 4월 7일에 박광빈 검사와 함께 대북송금 의혹사건특별검사보, 서울지방법원 서부지원 판사에 재직할 때 서부지원장을 맡았을 뿐만 아니라 우리법연구회 소속 회원들의 정신적 지주였고 2000년 대법관 퇴임이후부터 대법원장 임명 직전까지 같은 법률 사무소를 사용했던 이용훈 대법원장에 의하여 대법원장비서실장에 임명되었다.